# Brett De Palma
Brett De Palma (* 1949 in Lexington, Kentucky) ist ein US-amerikanischer Maler.

## Leben und Werk
De Palma studierte bis zum Bachelor 1970 an der Vanderbilt University in Nashville, wechselte dann zur School of the Museum of Fine Arts in Boston, erlangte dort den Bachelor of Fine Arts und bekam 1973 den Master an der Tufts University. 1980 zog er nach New York City, arbeitete in der Sperone Westwater und wurde Assistent des Künstlers Red Grooms.

## Ausstellungen (Auswahl)
- 1982: documenta 7, Kassel
- 1981: New York, New Wave MoMA PS1, New York City